# زولتان نيميث
زولتان نيميث هو مدرس وسياسي مجري، ولد في 5 مايو 1972 في بودابست في المجر. نشط حزبياً في فيدس – الاتحاد المدني المجري. وقد انتخب عضو الجمعية الوطنية المجرية ‏ عن دائرة Individual Constituency Budapest No. 32 ‏ وقد انضم خلال فترته النيابية ‏ (14 مايو 2010 – 5 مايو 2014) للكتلة البرلمانية فيدس – الاتحاد المدني المجري.

## وصلات خارجية
- الموقع الرسمي